# Chlorothraupis olivacea
La tangara olivácea (Chlorothraupis olivacea) es una especie de ave paseriforme de la familia Cardinalidae propia de las regiones costeras de Colombia, Ecuador y extremo oriental de Panamá. Su hábitat natural son los bosques húmedos tropicales.

## Descripción
Los adultos de tangara olivácea miden alrededor de 17 cm de largo. Los machos son de color verde negruzco en las partes superiores y verde oliváceo algo más claro en las inferiores, especialmente en el bajo vientre. Se caracterizan por presentar una mancha amarilla a modo de anteojos alrededor de los ojos y en el lorum, y otra en la garganta. Las hembras tienen un aspecto similar aunque de tonos verde oliváceos más claros, con tonos amarillentos en las partes inferiores.
La tangara olivácea tiene un aspecto muy similar a la tangara de Carmiol, aunque sus machos son de un tono verde oliváceo más oscuro y tienen menos amarillo en la garganta. Las hembras también son muy similares a las de la tangara de Carminol, siendo la única diferencia clara entre ambas es pecies el amarillo que poseen ambos sexos de tantara olivácea alrededor de los ojos. También es similar a la tangara pechiocre, pero éstas tienen los ojos más claros y las partes inferiores más ocráceas.

## Comportamiento
La tangara olivácea frecuenta el sotobosque de los bosques húmedos de tierras bajas, y los bordes de los bosques, generalmente hasta los 400 metros de altitud, aunque de vez en cuando se desplaza hasta los 800 m de altitud. Con frecuencia en grupos de cuatro individuos, a veces forma parte de bandadas mixtas donde parecen ser las líderes de la bandada. Es una especie ruidosa que emite llamadas altas, a menudo rápidos y repetivos "treu-treu-treu-treu". Se alimenta de insectos y algo de materia vegetal.